# 万固寺
万固寺，位于山西省运城市永济市蒲州镇胜利庄南300米，是中华人民共和国第八批全国重点文物保护单位之一。
1965年5月24日，万固寺公布为山西省文物保护单位，是一座古建筑及历史纪念建筑物。2019年10月7日，永济万固寺公布为第八批全国重点文物保护单位，编号8-0232-3-035。